# Psenuc
Genre
Psenuc est un genre d'araignées aranéomorphes de la famille des Salticidae.

## Distribution
Les espèces de ce genre se rencontrent en Asie, en Océanie et en Afrique.

## Liste des espèces
Selon World Spider Catalog (version 25.5, 30/01/2025) :
- Psenuc africana (Simon, 1886)
- Psenuc courti (Żabka, 1993)
- Psenuc dependens (Haddad & Wesołowska, 2011)
- Psenuc hongkong (Song, Xie, Zhu & Wu, 1997)
- Psenuc manillaensis (Prószyński, 1992)
- Psenuc milledgei (Żabka & Gray, 2002)
- Psenuc nuclearis (Prószyński, 1992)
- Psenuc originalis (Żabka, 1985)
- Psenuc solitarius (Haddad & Wesołowska, 2011)
- Psenuc solomonensis (Prószyński, 1992)
- Psenuc squamatus (Haddad & Wesołowska, 2013)
- Psenuc vesporum (Prószyński, 1992)

## Systématique et taxinomie
Ce genre a été décrit par Prószyński en 2016 dans les Salticidae.

## Publication originale
- Prószyński, 2016 : « Delimitation and description of 19 new genera, a subgenus and a species of Salticidae (Araneae) of the world. » Ecologica Montenegrina, vol. 7, p. 4-32 (texte intégral).